# Radeck (Gemeinde Bergheim)
Radeck ist ein im österreichischen Bundesland Salzburg liegendes, zur Gemeinde Bergheim im Bezirk Salzburg-Umgebung (Flachgau) gehörendes Dorf. Der Ort hatte im Spätmittelalter und in der Neuzeit Bedeutung durch das dort befindliche Schloss Radeck, das längere Zeit als Pfleggericht diente. Als Ortsteil der Gemeinde Bergheim wird Radeck zusammen mit dem angrenzenden Bergheimer Anteil von Kasern als Radeck-Kasern bezeichnet.

## Geographie

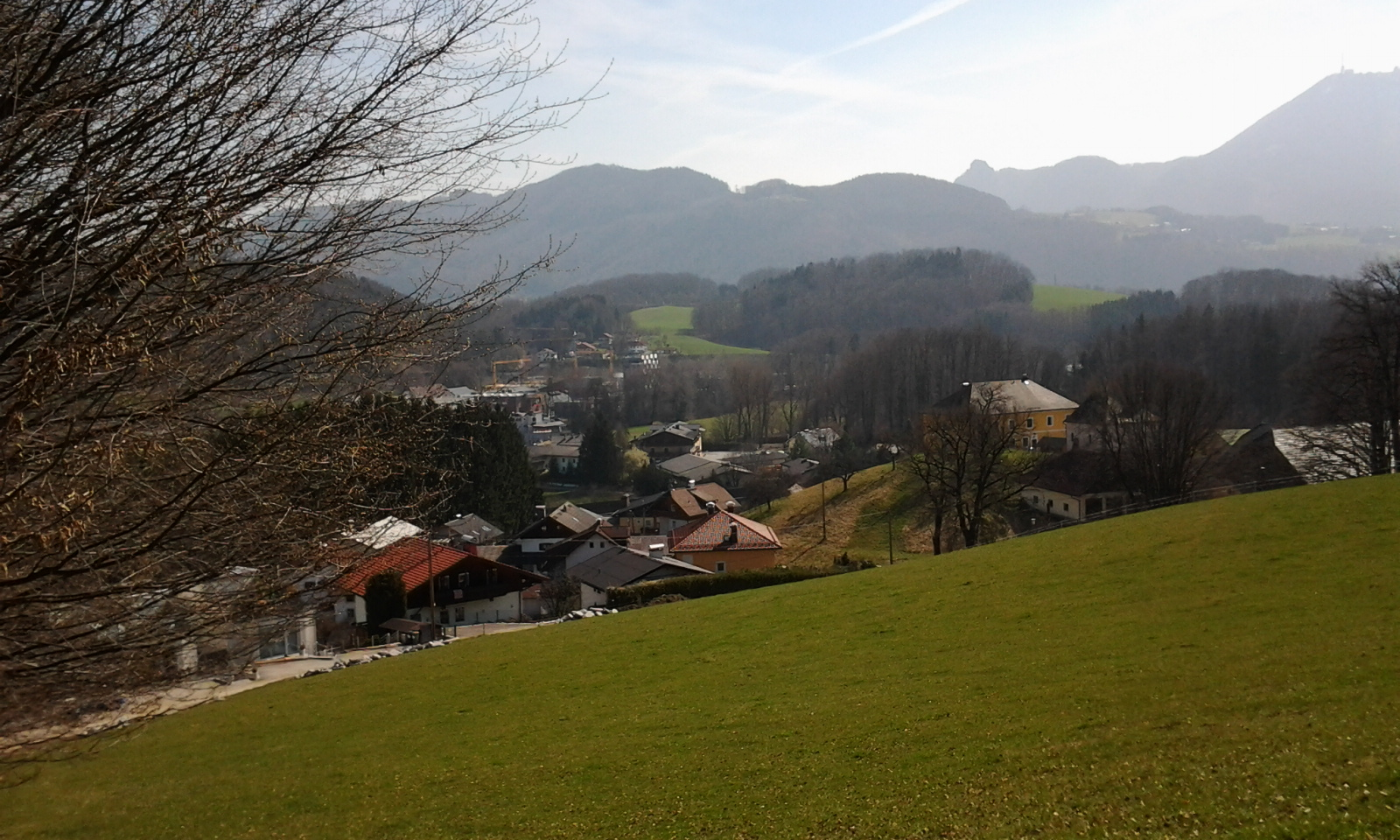
Blick auf Radeck von einer höhergelegenen Stelle auf dem Plainberg

Die amtlich als Dorf kategorisierte Ansiedlung Radeck befindet sich im Südosten des Gemeindegebietes von Bergheim. Es liegt bezüglich der Umgebung leicht erhöht am Osthang des Plainbergs auf rund 455 m ü. A. und ist Teil der Bergheimer Ortschaft Plain und Katastralgemeinde Bergheim I.
Getrennt von Radeck liegt östlich der vorbeiführenden Lamprechtshausener Straße der nur wenige Gebäude umfassende und zu Bergheim gehörende Teil von Kasern. Er umfasst die geraden Hausnummern Carl-Zuckmayr-Straße 4–18 sowie die Adressen Moosfeldstraße 1, 2, 2a und 2b. Dieses Gebiet, im Norden begrenzt durch den Plainbach, bildet zusammen mit Radeck den Bergheimer Ortsteil Radeck-Kasern.
Nördlich des Plainbachs schließt unmittelbar die Lengfeldensiedlung an.

## Kultur

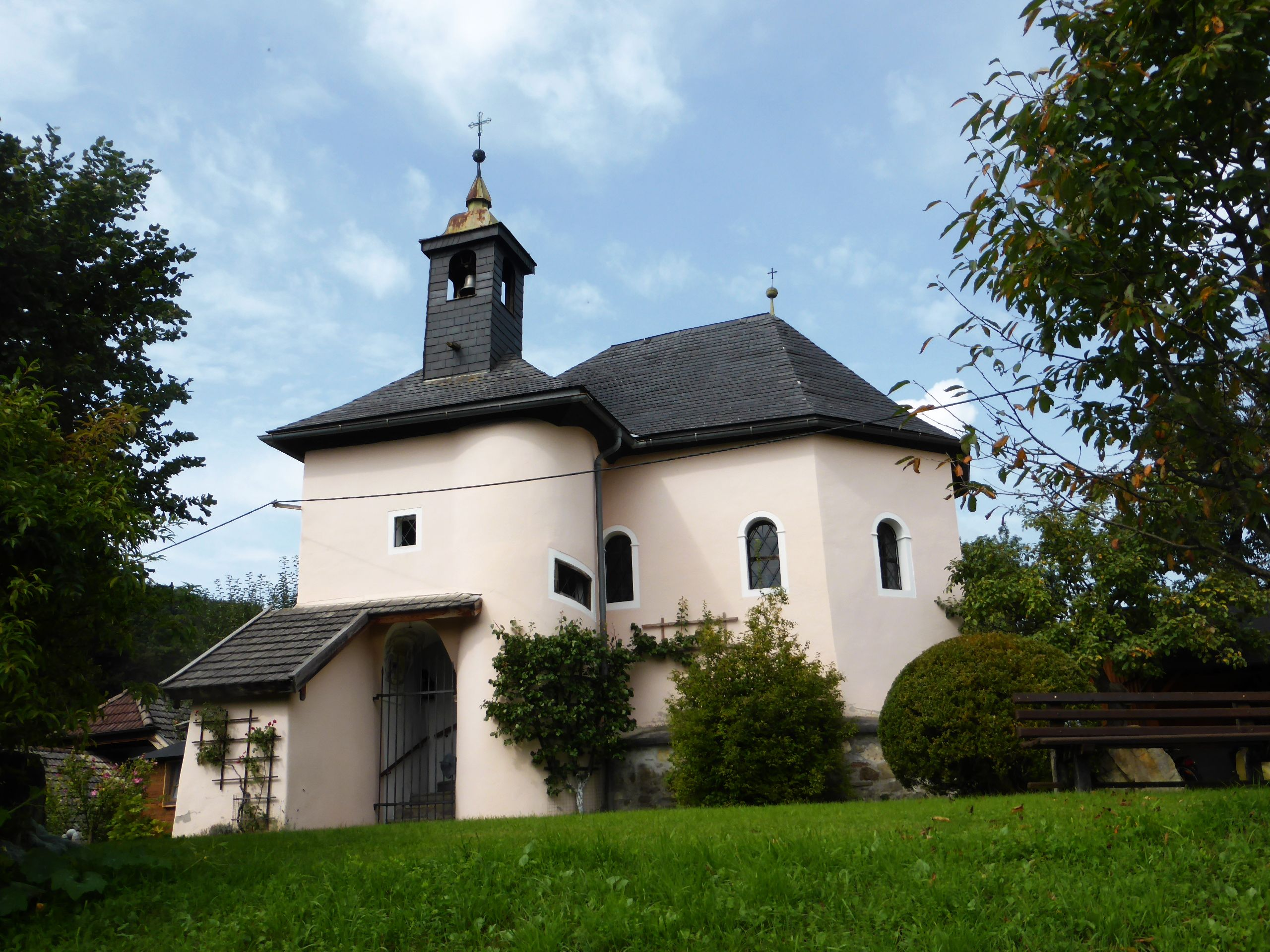
Schlosskapelle Radeck

- Das heutige Schloss Radeck befindet sich in Privatbesitz.
- Die Prangerstutzenschützen Radeck sind ein 1965/66 gebildeter Brauchtumsverein. Die Vereinsfahne trägt auf der einen Seite das Wappen der ehemaligen Herren von Radeck und auf der anderen Seite eine Abbildung der Radecker Schlosskapelle.[3]
- Jährlich am Dienstag vor Pfingsten gibt es in Bergheim eine Sternwallfahrt nach Maria Plain, ausgehend von der Pfarrkirche Bergheim, von Lengfelden sowie von der Schlosskapelle Radeck.[4]

## Verkehr
Radeck hat Anschluss an die Lamprechtshausener Straße (B 156) und ist von dieser auf einer Zufahrtsstraße erreichbar. Unweit befindet sich die Autobahnausfahrt Salzburg Nord der Westautobahn (A 1). Jenseits der Lamprechtshausener Straße gibt es Haltestellen der Salzburger Autobuslinie 21.